# Cyrille Guimard
Cyrille Guimard (Bouguenais, 20 de gener de 1947) va ser un ciclista francès, que fou professional entre 1968 i 1976 i que en retirar-se va continuar vinculat al ciclisme com a director esportiu de diferents equips. Entre els ciclistes que va dirigir cal destacar Bernard Hinault, Laurent Fignon i Lucien van Impe. Fou l'encarregat de portar Greg LeMond a Europa després de signar el seu primer contracte professional.

## Ciclista
Com a ciclista professional aconseguí 94 victòries, moltes d'elles aconseguides a l'esprint, especialtitat en la que destacava.
Els seus principals èxits els aconseguí al Tour de França, en què guanyà 7 etapes en les diferents participancions. També guanyà el premi de la combativitat i fou líder de la cursa durant l'edició de 1972. A la Volta a Espanya aconseguí 2 etapes i la classificació per punts i la combinada de 1971.

## Director esportiu
Quan Guimard hagué de posar punt final a la seva carrera com a ciclista, per culpa d'un seguit de lesions als genolls, es convertí en director esportiu. Tot i que havia estat un bon ciclista, serà en aquesta nova faceta dins el ciclisme que aconseguirà la fama. Dirigirà els equips Gitane-Campagnolo, Renault-Elf-Gitane, Système U-Gitane, Super U-Raleigh, Castorama, i Cofidis; tenint sota les seves ordres ciclistes com Lucien van Impe, Bernard Hinault, Laurent Fignon, Greg LeMond, Charly Mottet, Marc Madiot, i Lance Armstrong. Com a director esportiu els seus ciclistes han guanyat 7 edicions del Tour de França.

## Palmarès
- 1968
  - 1r de la Gènova-Niça
  - Vencedor d'una etapa de la Volta a Luxemburg
- 1969
  - 1r de la Gènova-Niça
  - Vencedor de 2 etapes del Midi Libre
- 1970
  -  Campió de França de velocitat
  - Vencedor d'una etapa del Tour de França
- 1971
  - Vencedor de 2 etapes de la Volta a Espanya, 1r de la classificació per punts i de la combinada
  - Vencedor d'una etapa de la Volta a Euskadi i 1r de la classificació per punts
  - 3r al Campionat del món de ciclisme
- 1972
  - 1r del Midi Libre i vencedor de 2 etapes
  - 1r al Tour de l'Oise
  - 1r a la París-Bourges
  - 1r al Circuit de l'Aulne
  - Vencedor de 4 etapes del Tour de França i 1r del Premi de la Combativitat
  - Vencedor d'una etapa del Dauphiné Libéré i 1r de la classificació per punts
  - Vencedor d'una etapa de la Setmana Catalana
  - Vencedor d'una etapa de la Volta a Luxemburg
  - 1r als Sis dies de Grenoble (amb Alain Van Lancker)
  - 3r al Campionat del món de ciclisme
- 1973
  - Vencedor d'una etapa del Tour de França
  - Vencedor d'una etapa del Dauphiné Libéré i 1r de la classificació per punts
- 1974
  - Vencedor d'una etapa del Tour de França
  - Vencedor d'una etapa de la París-Niça
  - Vencedor d'una etapa a l'Étoile des Espoirs
- 1975
  - 1r al GP Ouest France-Plouay
- 1976
  -  Campió de França de ciclo-cross

### Resultats al Tour de França
- 1970. 62è de la classificació general. Vencedor d'una etapa. 1r de la Classificació dels punts calents
- 1971. 7è de la classificació general
- 1972. Abandona (18a etapa). Vencedor de 4 etapes. 1r del Premi de la Combativitat. Porta el mallot groc durant 8 etapes
- 1973. Abandona (8a etapa). Vencedor d'una etapa
- 1974. Abandona (21a etapa). Vencedor d'una etapa

### Resultats a la Volta a Espanya
- 1971. 12è de la classificació general. Vencedor de 2 etapes. 1r de la classificació per punts i de la combinada